# Vezmeš si mě, kámo?
Vezmeš si mě, kámo? (v originále Épouse-moi mon pote) je francouzský hraný film z roku 2017, který režíroval Tarek Boudali podle vlastního scénáře. Komedie sleduje osudy Maročana, který potřebuje zlegalizovat svůj pobyt ve Francii.

## Děj
Yacine odjíždí z Maroka na studie architektury do Paříže. Přestože celou dobu bez problémů studuje, nestihne závěrečné zkoušky, protože se večer před tím opil. Kvůli tomu ztratí nejen svou dívku Claire, ale také mu skončí legální pobyt ve Francii. Protože nemůže rodině oznámit, že nedostudoval, předstírá, že je z něj úspěšný architekt, zatímco si vydělává nelegálně jako pomocný dělník na stavbách. Díky náhodě získá místo přes bývalého spolužáka v projekční kanceláři, kde pracuje i Claire. Aby Yacine zlegalizoval svůj pobyt, přemluví svého kamaráda a spolubydlícího Freda, aby spolu uzavřeli fingovaný sňatek. Po svatbě se Fred a Yacine ocitnou pod dohledem inspektora Dussarta, který má podezření, že sňatek je jen na oko. Navíc se v Paříži znenadání objeví Yacinova matka, aby poznala synovu snoubenku.

## Obsazení
| Tarek Boudali     | Yacine                 |
| Philippe Lacheau  | Fred Marval            |
| Charlotte Gabris  | Lisa                   |
| Andy Raconte      | Claire                 |
| David Marsais     | Stan                   |
| Julien Arruti     | slepec                 |
| Baya Belal        | Ima, Yacinova matka    |
| Philippe Duquesne | Dussart                |
| Zinedine Soualem  | Yacinův otec           |
| Doudou Masta      | Daoud                  |
| Yves Pignot       | starosta               |
| Nassim Si Ahmed   | DJ                     |
| Fatsah Bouyahmed  | marocký inspektor      |
| Ramzy Bédia       | investor z Kataru      |
| Sissi Duparc      | úřednice na prefektuře |
| Nadia Kounda      | Sana, Yacinova sestra  |
| Pablo Beugnet     | Antonio                |
| Brice Coutellier  | Greg                   |
| Manuela Gourary   | sousedka Jacqueline    |
| Walid Idder       | Hamide                 |